# C.T.R. Wilson
Charles Thomson Rees Wilson, född 14 februari 1869 i Glencorse nära Edinburgh, död 15 november 1959 i Carlops i Scottish Borders, var en skotsk fysiker.

## Biografi
Wilson var professor i Cambridge. I sin forskning studerade han vattenångans kondensation i atmosfären och fann att denna kan ske på joner. Denna effekt utnyttjade han till att utveckla dimkammaren, Wilsonkammaren, för studier av joniserade partiklar.
Wilson tilldelades 1927, tillsammans med Arthur H. Compton, Nobelpriset i fysik "för upptäckten av hans metod att genom ångkondensation göra elektriskt laddade partiklars banor iakttagbara", nämligen dimkammaren.